# Frederik Diderik Sechmann Fleischer
Frederik Diderik Sechmann Fleischer (23. února 1783, Klepp – 3. září 1849, Aarhus) byl dánsko-norský obchodník. Dva roky působil jako inspektor Severního Grónska.

## Život
Frederik Diderik Sechmann Fleischer vystudoval práva v Bergenu a Kodani. V roce 1804 přišel do Grónska, kde pracoval jako asistent v Appatu. O rok později se přestěhoval do nedaleké zaniklé osady Ataa, kde pracoval jako pomocník velrybáře. V roce 1808 byl jmenován obchodníkem v Appatu a v témže roce se přestěhoval do Imerissoqu jako starší asistent, kde od roku 1814 opět působil jako obchodník. V roce 1815 se přestěhoval do Qeqertarsuaqu, kde ve funkci inspektora severního Grónska nahradil Petera Hanninga Motzfeldta, který se vrátil do Dánska, ale nebyl zbaven svých povinností. Jeho nástupcem byl až v roce 1817 jmenován Johannes West. Frederik Fleischer se vrátil do Dánska a od té doby byl obchodníkem a komorním radou v Aarhusu.

## Rodina
Frederik Diderik Sechmann Fleischer byl synem Philippa Augusta Fleischera (1745–1807) a Anny Hegelund Christie (1748–1794). Jeho otec byl synem Johana Sechmanna Fleischera (1702–1789) a Cathariny Knudsdatter Geelmuyden (1705–1774), která byla nizozemského původu. Rodina Fleischerů se do Dánska přistěhovala z Elblągu. Rodina Christieových pocházela ze Skotska. Prostřednictvím své matky byl bratrancem Wilhelma Frimanna Korena Christieho (1778-1849). Otcem jeho nevlastní matky byl biskup Ole Irgens (1724-1803).
- Frederik Diderik Sechmann Fleischer měl během svého pobytu v Grónsku vztah s Grónkou Christine Marií (1791–?). Z tohoto partnerství se narodily tyto děti:[4]
- Amalia Johanne Fleischer (1810–1879)
- Frederik Diderik Fleischer (1811–?)
- Peder Hamer Hans Fleischer (1815–?)
- Peter Motzfeldt Fleischer (1817–1819)

Po návratu do Dánska se oženil s Anne Mette Christine Klitgaard (1779–1875), která mu porodila další dvě děti:
- Pouline Fleischer (1824–1857)
- Philip Fleischer (1827–?)